# Chromacilla maynei
Chromacilla maynei är en skalbaggsart som beskrevs av Pierre Lepesme och Stefan von Breuning 1955. Chromacilla maynei ingår i släktet Chromacilla och familjen långhorningar. Inga underarter finns listade i Catalogue of Life.